# ایرج ملک‌افضلی
ایرج ملک‌افضلی سیاست‌مدار ایرانی بود، که در  دوره بیست و دوم  و  دوره بیست و سوم  به‌عنوان نماینده اردکان در مجلس شورای ملی حضور داشت.